# Bokove globule
Bokove globule su tamni gusti oblaci gasa i kosmičke prašine u kojima se odvijaju procesi koji mogu dovesti i dovode do formiranja zvezda. Bokove globule su najgušći delovi HII regiona. Nazvane su po američkom astronomu Bartu Boku koji ih je prvi posmatrao 40-ih godina 20. veka.
Još od njihovog otkrića, pretpostavljeno je da Bokove globule predstavljaju oblak gasa u procesu sažimanja u novu zvezdu, međutim zbog prirode globula, bilo je jako teško zaključiti nešto o njihovoj unutrašnjoj strukturi i time dokazati pretpostavku. Tek su posmatranja vršena 90-ih potvrdila da su Bokove globule mesto u kom se odvijaju procesi nastanka zvezde.

## Osobine Bokovih globula
Bokove globule su sastavni deo HII regiona, emisionih maglina koje okružuju najmlađe i najsjajnije zvezde. Od ostatka HII regiona razlikuju se po tome što ne emituju u vidljivom delu spektra, tj. tamna su mesta na običnoj fotografiji HII regiona. Moguće je da se bokove globule mogu naći i izvan emisionih maglina, ali je zbog toga što su hladne i što zrače slabo i to jedino u infracrvenom području, njihova detekcija van maglina jako otežana.
Srednja gustina Bokovih globula oko 1000 puta je veća od gustine okolnih HII regiona i reda veličine je oko 109 čestica po m3, što ih čini najgušćim poznatim oblikom međuzvezdane materije. Tipična površinska temperatura globula je oko 10 K, što je najniža poznata temperatura za bilo koji oblik međuzvezdane materije. Bokove globule su malog prečnika, do nekoliko svetlosnih godina i masa od 0,1 do oko 100 masa Sunca. Sastav globula odgovara sastavu zvezdanih sistema približno sa jednim procentom kosmičke prašine i ostatkom koji je smeša molekulskog vodonika i helijuma u odnosu sličnom kao u zvezdama.
Spektar Bokovih globula jeste spektar termalnog zračenja, tj. on približno odgovara apsolutno crnom telu temperature jednake temperaturi površine globule. Sa temperaturom od 10 K, spektar globula leži u dalekom infracrvenom području. Čak i globule koje u centru imaju protozvezdu ne zrače u vidljivom području zbog velike apsorpcije spoljnjih slojeva globule, što zapravo čini globulu dobro aproksimiranu apsolutno crnim telom. Najnovija posmatranja otkrila su emisione linije u milimetarskom infracrvenom području koje se pripisuju akreciji materijala na protozvezdu koja se stvara u centru globule.

## Bokove globule kao mesta nastnanka zvezda
Bart Bok je nakon prvih posmatranja Bokovih globula i određivanja njihove gustine pretpostavio da one predstavljaju mesta gde se oblaci gasa i prašine sažimaju stvarajući u centrima protozvezde i protoplanetarni disk u okolini. Na potvrdu Bokove hipoteze čekalo se pola veka zbog jako otežanog posmatranja unutrašnjosti globule usled njene velike apsorpsije, tj. usled prirode zračenja globule. Tek su moderni teleskopi sa poboljšanim mogućnostima posmatranja u infracrvenom području, i naročito orbitalni teleskopi, zbog jake apsorpcije Zemljine atmosfere u ovom delu spektra, omogućili bolji uvid u procese unutar Bokovih globula.
Astronomi Jun Žoao i Klmens Dan sa Univerziteta Harvard su 1990. pomoću orbitalnog infracrvenog teleskopa IRAS (Infracrveni Astronomski Satelit) otkrili tačkaste izvore u centru posmatranih Bokovih globula koje odgovaraju protozvezdama. Ovim i kasnijim posmatranjima utvrđeno je da su Bokove globule rana faza u nastanku zvezda srednjih masa (od nekoliko desetih delova do nekoliko desetina masa Sunca).
Naročito su zanimljiva posmatranja globule Bernard 68 koja su 2001. učinili Zoao Alves i njegove kolege iz Evropske Južne Opservatorije pomoću Veoma velikog teleskopa u Čileu. Ovim posmatranjima utvrđena je apsorpcija svetlosti zvezda koje su se nalazile na delu neba iznad globule gledano sa Zemlje u različitim delovima globule. Na osnovu ovih podataka određena je gustina pojedinih delova globule. Merenja su pokazala da je globula najgušća u svom centru i da je u početku procesa gravitacionog kolapsa koji će za oko 100.000 godina rezultovati stvaranjem protozvezde. Apsorpcija ove globule je oko 35 magnituda na talasnoj dužini od 0,55 μm (zeleni deo vidljivog spektra), što znači da je globula toliko gusta da propušta samo 10-12 procenata fluksa zračenja zvezda koje su, posmatrano sa Zemlje, iza nje.
Na osnovu dosadašnjih posmatranja, pretpostavlja se da iz preko polovine Bokovih globula nastaju dvojni i višestruki zvezdani sistemi.